# Veslanje na Poletnih olimpijskih igrah 1928
Veslanje na Poletnih olimpijskih igrah 1928 je obsegalo sedem disciplin v moški kategoriji. Tekme so se odvijale med 2. avgustom in 10. avgustom 1928.

## Pregled medalj
| Event                 | Zlato | Srebro | Bron |
| Enojec                | Henry »Bobby« Pearce Avstralija | Kenneth Myers ZDA | Theodore Collet Združeno kraljestvo                                                                                                |
| Dvojni dvojec         | ZDA · Paul Costello · Charles McIlvaine | Kanada Joseph Wright, Jr. Jack Guest | Avstrija · Leo Losert · Viktor Flessl                                                                                              |
| Dvojec brez krmarja   | Nemčija · Bruno Müller · Kurt Moeschter | Združeno kraljestvo Terence O'Brien Robert Nisbet | ZDA · Paul McDowell · John Schmitt                                                                                                 |
| Dvojec s krmarjem     | Švica Hans Schöchlin Karl Schöchlin Hans Bourquin | Francija · Armand Marcelle · Edouard Marcelle · Henri Préaux                                                                                          | Belgija · Léon Flament · François de Coninck · Georges Anthony                                                                     |
| Četverec brez krmarja | Združeno kraljestvo John Lander Michael Warriner Richard Beesly Edward Vaughan Bevan                                                                            | ZDA · Charles Karle · William Miller · George Healis · Ernest Bayer                                                                                   | Italija Cesare Rossi Pietro Freschi Umberto Bonadè Paolo Gennari                                                                   |
| Četverec s krmarjem   | Italija Valerio Perentin Giliante D'Este Nicolò Vittori Giovanni Delise Renato Petronio                                                                         | Švica Ernst Haas Joseph Meyer Otto Bucher Karl Schwegler Fritz Bösch                                                                                  | Poljska Franciszek Bronikowski Edmund Jankowski Leon Birkholc Bernard Ormanowski Bolesław Drewek                                   |
| Osmerec               | ZDA · Marvin Stalder · John Brinck · Francis Frederick · William Thompson · William Dally · James Workman · Hubert A. Caldwell · Peter Donlon · Donald Blessing | Združeno kraljestvo Jamie Hamilton Guy Oliver Nickalls John Badcock Donald Gollan Harold Lane Gordon Killick Jack Beresford Harold West Arthur Sulley | Kanada Frederick Hedges Frank Fiddes John Hand Herbert Richardson Jack Murdoch Athol Meech Edgar Norris William Ross John Donnelly |

## Države udeleženke
Na igrah je nastopilo 245 veslačev iz 19 držav:
- Avstrija - 2
- Argentina - 9
- Avstralija - 1
- Belgija - 21
- Kanada - 11
- Češkoslovaška - 1
- Danska - 10
- Francija - 26
- Nemčija - 23
- Združeno kraljestvo - 23
- Madžarska - 6
- Italija - 26
- Japonska - 6
- Monako - 5
- Nizozemska - 21
- Poljska - 14
- Južna Afrika - 1
- Švica - 13
- ZDA - 26

Samo en veslač (Joseph Wright, Jr.) in en krmar (Georges Anthony) sta nastopila v več kot eni disciplini.

## Razporeditev medalj
| Mesto | Država              | Zlato | Srebro | Bron | Skupaj |
| 1     | ZDA                 | 2     | 2      | 1    | 5      |
| 2     | Združeno kraljestvo | 1     | 2      | 1    | 4      |
| 3     | Švica               | 1     | 1      | 0    | 2      |
| 4     | Italija             | 1     | 0      | 1    | 2      |
| 5     | Avstralija          | 1     | 0      | 0    | 1      |
| 5     | Nemčija             | 1     | 0      | 0    | 1      |
| 7     | Kanada              | 0     | 1      | 1    | 2      |
| 8     | Francija            | 0     | 1      | 0    | 1      |
| 9     | Avstrija            | 0     | 0      | 1    | 1      |
| 9     | Belgija             | 0     | 0      | 1    | 1      |
| 9     | Poljska             | 0     | 0      | 1    | 1      |